# Impuls (zespół muzyczny)
Impuls – polski zespół muzyczny wykonujący muzykę disco polo, powstały w 2001 roku w Białymstoku z inicjatywy Piotra Kobylińskiego.

## Historia
Pierwszy skład zespołu tworzyli: Piotr Kobyliński i Andrzej Jorsz. Zespół debiutował wiosną 2002 roku na antenie telewizji Polsat w programie muzycznym Disco Polo Live piosenką pt. „Nierealny świat”, a w maju tego samego roku ukazał się debiutancki album Explozja, który został wydany nakładem firmy fonograficznej Green Star. Album zawiera 10 piosenek z gatunku disco polo nagranych w konwencji muzyki dance. Jesienią 2002 roku powstał teledysk do tytułowej piosenki z tego albumu, ale z powodu zdjęcia z anteny telewizji Polsat programu Disco Polo Live utwór dostępny był jedynie w internecie. Wiosną 2003 roku z zespołu odszedł Andrzej Jorsz, a jego miejsce zajął Radosław Trojanowski. W lipcu tego samego roku zespół wystąpił po raz pierwszy na VIII Ogólnopolskim Festiwalu Muzyki Tanecznej w Ostródzie. W 2004 roku ukazał się utwór pt. „Teraz razem”. Po przerwie w działalności spowodowanej przygotowywaniem nowego materiału zespół nagrał wiosną 2006 roku pt. „To Ty” będący coverem utworu „S toboy” zespołu J-Power. W tym samym roku ukazał się drugi album pt. Białe anioły, a Radosława Trojanowskiego zastąpił w zespole Rafał Udzielak. W 2009 roku ukazał się trzeci album zespołu pt. Dla was. 8 grudnia 2015 roku ukazał się czwarty album zespołu pt. Taka słodka. Tytułowy utwór z tego albumu został wykorzystany do ścieżki dźwiękowej w filmie „Planeta singli”. Dotychczas zespół wydał 5 płyt i siedem singli.

## Dyskografia
Albumy
| Tytuł            | Rok  |
| ---------------- | ---- |
| Explozja         | 2002 |
| Białe anioły     | 2006 |
| Dla was          | 2009 |
| Taka słodka      | 2015 |
| Nie będę ideałem | 2020 |

Single
| Tytuł                                      | Rok  | Sprzedaż        | Certyfikat         | Album            |
| ------------------------------------------ | ---- | --------------- | ------------------ | ---------------- |
| „Takie życie”                              | 2014 |                 |                    | Taka słodka      |
| „Moja dama”                                | 2015 |                 |                    | Taka słodka      |
| „Taka słodka”                              | 2015 | - POL: 10 tys.+ | - POL: złota płyta | Taka słodka      |
| „Nie jestem ideałem”                       | 2016 |                 |                    | Nie będę ideałem |
| „Ile czasu można czekać”                   | 2017 |                 |                    | Nie będę ideałem |
| „Ta jedyna dziewczyna” (duet z Mega Dance) | 2017 |                 |                    | Nie będę ideałem |
| „Bo Ty jesteś moim przeznaczeniem”         | 2018 |                 |                    | Nie będę ideałem |
| „Na zgodę”                                 | 2018 |                 |                    | Nie będę ideałem |
| „Kocham Cię”                               | 2019 |                 |                    | Nie będę ideałem |
| „Jak to się stało”                         | 2019 |                 |                    | Nie będę ideałem |